# 久爾傑尼鄉
44°45′N 27°52′E / 44.750°N 27.867°E
久爾傑尼鄉（羅馬尼亞語：Giurgeni, Ialomița），是羅馬尼亞的鄉份，位於該國南部，由雅洛米察縣負責管轄，面積128平方公里，海拔高度4米，2007年人口1,541，人口密度每平方公里12人。